# Ugo Pirro
Ugo Pirro (20 de abril de 1920 – 18 de enero de 2008) fue un guionista y escritor italiano.
Nacido como Ugo Mattone en Salerno, debutó como guionista para el director de cine Carlo Lizzani (Achtung! Banditi!,  1951, y Il gobbo, 1960).
Sus guiones de los años 1970 incluyen películas como Indagine su un cittadino al di sopra di ogni sospetto y Il giardino dei Finzi-Contini, por las cuales ganó sendos premios Óscar como mejor película extranjera. Pirro también fue escritor, sus trabajos más notables fueron Le soldatesse (1956), centrada en la ocupación italiana de Grecia durante la Segunda Guerra Mundial, y Celluloide, adaptada al cine por Lizzani en 1996.
Pirro murió en Roma en 2008 a los 87 años.

## Obras

### Cine
- Achtung! Banditi! (1951)
- Il sole negli occhi (1953)
- Uomini e lupi (1956)
- L'amore più bello (1957)
- Il momento più bello (1957)
- Cerasella (1959)
- Il gobbo (1960)
- La garçonnière (1960)
- 5 Branded Women (1960)
- La guerra continua (1962)
- Il processo di Verona (1963)
- Le soldatesse (1965)
- Svegliati e uccidi (1966)
- Navajo Joe (1966)
- A ciascuno il suo (1967)
- L'occhio selvaggio (1967)
- Sequestro di persona (1968)
- Il giorno della civetta (1968)
- L'amante di Gramigna (1969)
- Bitka na Neretvi (1969)
- Metello (1970)
- Indagine su un cittadino al di sopra di ogni sospetto (1970)
- Il giardino dei Finzi-Contini (1970)
- La classe operaia va in paradiso (1971)
- Imputazione di omicidio per uno studente (1972)
- Il generale dorme in piedi (1972)
- Days of Fury (1973)
- La proprietà non è più un furto (1973)
- Sutjeska (1973)
- Delitto d'amore (1974)
- I guappi (1974)
- Paolo Barca, maestro elementare, praticamente nudista (1975)
- Colpita da improvviso benessere (1975)
- San Babila ore 20 un delitto inutile (1976)
- L'eredità Ferramonti (1976)
- Il prefetto di ferro (1977)
- Signore e signori, buonanotte (1978)
- L'enfant de la nuit (1978)
- Povratak (1979)
- Operación Ogro (1979)
- Cronaca nera (1987)
- Un ragazzo di Calabria (1987)
- Obbligo di giocare - Zugzwang (1990)
- Funes, un gran amor (1993)
- Il giudice ragazzino (1994)
- Celluloide (1996)
- Ninfa plebea (1996)

### Televisión
- Núcleo zero (1984)
- Mio figlio non sa leggere (1984)
- Gioco di società (1989)
- Piazza di Spagna (1993)
- La famiglia Ricordi (1993)
- Il prezzo del denaro (1995)

### Novelas
- Le soldatesse (1956)
- Mille tradimenti (1959)
- Jovanka e le altre (1960)
- Mio figlio non sa leggere (1981)
- Il luogo dei delitti (1991)
- Osteria dei pittori (1994)
- Celluloide (1995)
- Soltanto un nome sui titoli di testa (1998)
- Figli di ferroviere (1999)
- Per scrivere un film (2001)
- Il cinema della nostra vita (2001)

## Premios y distinciones
Premios Óscar
| Año  | Categoría                        | Película                                                | Resultado |
| ---- | -------------------------------- | ------------------------------------------------------- | --------- |
| 1972 | Mejor argumento y guion original | Investigación sobre un ciudadano libre de toda sospecha | Nominado  |
| 1972 | Mejor argumento y guion original | El jardín de los Finzi-Contini                          | Nominado  |